# Paulo Sérgio (ur. 1954)
Paulo Sérgio, właśc. Paulo Sérgio de Oliveira Lima (ur. 24 lipca 1954 w Rio de Janeiro) były brazylijski piłkarz oraz piłkarz plażowy. Podczas kariery występował na pozycji bramkarza.

## Kariera klubowa
Karierę piłkarską rozpoczął w 1972 roku w klubie Fluminense FC, w którym występował do 1975 roku, jednakże nie zagrał w tym okresie w żadnym oficjalnym meczu. Rok 1976 spędził w klubie CSA Maceió, w którym zaliczył 1 występ. Następny rok spędził w klubie Volta Redonda FC. W latach 1978–1979 grał w klubie Americano. Dobra gra w Americano zaowocowała transferem do słynnego Botafogo. W Botafogo Paulo Sergio występował przez 5 lat i był to najlepszy okres w jego karierze. Rok 1985 spędził w 2 klubach: Goiás EC i Américe. Rok 1986 spędził w CR Vasco da Gama, po czym na dwa ostatnie sezony w swojej karierze wrócił do Ameriki. Największym sukcesem w jego karierze jest dwukrotne zdobycie z Fluminense FC Mistrzostwa Stanu Rio de Janeiro – Campeonato Carioca w 1973 I 1975, choć udział w nich Paulo Sergio był symboliczny.

## Kariera reprezentacyjna
W reprezentacji Brazylii zadebiutował 15 maja 1981 w wygranym 3-1 meczu przeciwko reprezentacją Francji rozegranym na Stadionie Parc des Princes w Paryżu. W 1982 pojechał z reprezentacją na Mistrzostwa Świata rozgrywanych na stadionach Hiszpanii, jednakże nie wystąpił w żadnym meczu, gdyż był zmiennikiem Valdira Peresa. Ostatnim jego występem w reprezentacji był rozegrany 27 maja 1982 mecz przeciwko reprezentacji Irlandii. Łącznie w reprezentacji rozegrał 3 spotkania.